# Avtorotacija
Avtorotacija je način letenja npr. pri avtožiru ko se glavni rotor vrti zaradi aerodinamičnega učinka, ko plovilo potuje skozi zrak. Torej rotorju ne dovajamo moči, kot pri helikopterju. Lahko pa tudi helikopter pristane z avtorotacijo, če mu odpove motor.. Pojem avtorotacija, vrtenje brez moči motorja, se uveljavil pri prvih poizkusih s helikopterji med letoma 1915 in 1920. 
V normalnem gnanem letu (pri helikopterju) se zrak od zgoraj pospeši navzdol. Pri avtorotaciji 
pa pride zrak od spodaj. S to tehniko se da pristati s helikopterjem, če odpove motor. Piloti redno vadijo rotacijo in vsak enomotorni helikopter mora demonstriati avtorotacijo, da se lahko certificira.
Najdaljšo avtorotacijo je izvedel Jean Boulet keta 1972, ko je dosegel rekordno višino 12.440 m (40.814 ft) v helikopterju Aérospatiale Lama. Zaradi zunanje temperature −63 °C, je motor ugasnil, ko je zmanjšal moč in ga ni bilo mogoče znova zagnati. Z avtorotacijo je varno pristal.
Helikopterji lahko z avtorotacijo pristanejo tudi v primeru okvare repnega rotorja, ker avtorotacija ne ustvarja zasučnega momenta, kot letenje z gnanim rotorjem.